# Цзян Веньвень
Тьіанг Вен-вен (кит.: 蒋文文 Jiǎng Wén-wén, 25 вересня 1986) — китайська спортсменка, спеціалістка з синхронного плавання, олімпійська медалістка.

## Виступи на Олімпіадах
| Олімпіада   | Дисципліна | Місце |
| ----------- | ---------- | ----- |
| Пекін 2008  | дует       | 4     |
| Пекін 2008  | командні   | 3     |
| Лондон 2012 | командні   | 2     |